# NGC 2404
NGC 2404 is een deel van een sterrenstelsel in het sterrenbeeld Giraffe. Het hemelobject werd op 2 februari 1886 ontdekt door de Franse astronoom Guillaume Bigourdan. De noordelijke spiraalarm van NGC 2403 raakt aan NGC 2404.